# Kao, Niger
Kao este o comună rurală din departamentul Tchintabaraden, regiunea Tahoua, Niger, cu o populație de 32.083 de locuitori (2001).